# ハナイチゴ (お笑いコンビ)
ハナイチゴは、太田プロダクション所属のお笑いコンビ。

## メンバー
関谷友美（せきや ともみ、1983年11月22日 - ）（41歳）
ボケ担当。立ち位置は左。
- コブラナッツ時代は『コブラ関谷』の芸名もあった。
- 埼玉県坂戸市出身。身長155 cm、血液型O型。
- 東京国際大学卒業。
- 環境社会検定（eco検定）の資格を持っている。2018年2月から半年間介護の資格学校に通い、同年8月に修了試験に合格し介護の資格を取得。これを活かして介護デイサービスのアルバイトをしていたが、仕事中にぎっくり腰になってライブに出られなくなるほど支障が出たことで介護のバイトを辞め、その後事務所の後輩のまりんかの紹介で建設現場の交通誘導警備員のアルバイトに転じた。
- 2018年に入ってから婚活など出会いを求めに動いており、2022年に15歳年下の男性と3年の交際を経て結婚した。
- 2025年3月4日、ブログにてそれまで約2年間の妊活と不妊治療（体外受精）を経て、妊娠したことを公表。同年6月末に出産予定。
- 特技はチアリーディング（学生時代はチアリーディング部）、ローラースケート。ローラースケートは、東京都練馬区の大会で2位になった実力を持っている。
- 大学4年生の時に、太田プロエンターテイメントカレッジ主催のお笑い短期セミナーに参加。大学卒業後はアパレル企業に入社が内定していたが、それを辞退して芸人の道へ進む。
- 2006年9月までチェリー伊倉とのお笑いコンビ「ヤングミセス」のボケ担当。ヤングミセス解散後、一時期「チューバッカー」という男女コンビで活動。
- 2007年7月にわた・ナッツとのコンビ「コブラナッツ」結成。コブラナッツは2011年8月に一度解散し、その後二人ともピン芸人として活動していたが、1年後の2012年8月に同じくコブラナッツとして再結成。2015年5月6日、ライブ「ババア流星群！」（新宿バッシュ）の出演を以って、コブラナッツ解散。
- 2004年に吉本女子プロレスで、練習生としてプロレスをやっていたことがあり、以前はそのプロレスをネタにした芸を披露していた。
- 芸能人女子フットサルチーム「YOTSUYA CLOVERS」に所属していたが、2006年12月29日のファンイベントをもって退団した。
- ピン芸人して活動していた一時期には、チアリーダー、“アイドル芸人”などのキャラクターでの一人コントを演じていた。
- 海外旅行とディズニーランド と羽根モノパチンコ好き。競艇ファン。
- 伊藤みどりのファンになって以来、フィギュアスケートのファンであり、ブログのタイトルもそれに合わせたものになっている。
- プロ野球はヤクルトファン。
- 女性用風俗店を好み、東京周辺のに飽き足らず、北海道の風俗店にまで足を延ばしたほどである。おすすめの店舗として オーダーメイド札幌、萬天堂、HONEYLIFE札幌 をあげていた。
- 吉本新喜劇の座員、レイチェルは同じ高校の同級生。
- 2013年当時は白幡いちほと、2015年当時は同じ事務所の後輩芸人の薄幸と、それぞれ同居していた。
- 芸人女子野球部「ミラクルキッシーズ」を発足させ、活動している。野球を知らなかったところから野球好きになり、マキタ学級野球チームに入ってプレー。そこで芸人女子だけでのチームを作りたいと思い立ち、チームの結成に至った。

コンプライアンス小松崎（コンプライアンスこまつざき、1986年2月14日 - ）（39歳）
ツッコミ担当。立ち位置は右。
- 本名は、小松崎 和也（こまつざき かずや）。
- 身長170 cm、血液型O型。
- 千葉県出身。
- 千葉県立千葉南高等学校、日本大学法学部卒業。大学生時代は 日本大学経商法落語研究会に所属。
- ヒューマンアカデミー渋谷校にて、お笑い芸人養成講座を受講。
- 2006年4月、イノシマ全治6ヶ月とのコンビ「でこぼこビート」としてデビュー、サンミュージック所属となる。2007年2月解散
- 2007年5月、朝倉隼人とのコンビ「朝倉小松崎」結成（この当時サンミュージックプロダクションに所属）。M-1グランプリでは、2007年、2008年と3回戦まで進出。2009年は初の準決勝進出を果たした。2010年M-1グランプリは三回戦敗退。
- 朝倉小松崎は、2011年5月末、朝倉の休業により活動休止。同時に事務所も退社。同年8月末、小松崎のTwitter上で解散を発表。なお、朝倉小松崎は2015年、『歌ネタ王決定戦』（毎日放送）出場のためだけに一度だけ再結成、準決勝進出。
- 朝倉小松崎解散の後、元リアルパンプキンの本間照と共に2011年9月「ハッピーパンプキン」を結成。この時はワタナベエンターテインメント所属。2014年11月ハッピーパンプキン解散。
- 妹がいる。
- 不動産でアルバイトしていた時に、宅地建物取引士の資格を取得。
- 養成所の時は「弾丸ライナー」というコンビを三ヶ月組んでおり、ボケ担当であった。養成所入学前は、高校の同級生と「疾風怒濤」というコンビをお試しで数カ月組んでいた。
- 過去R-1ぐらんぷりで三回戦まで進出したことがある。
- Twitterでライブ終わりに必ず芸人あるあるを書いている。
- 芸人として交友関係が多いのでよくライブ終わりで飲みに行く。仲のいい先輩には銀河の夜小沢、後輩にはスーパーニュウニュウの大将（いずれも小松崎の卒業したヒューマンアカデミー出身の同士）らがいる。
- ピンでの主なネタは、スラムダンク風桃太郎、インディーズお笑いニュースなどがある。
- 趣味はバドミントン。高校三年間バドミントンをしており、バドミントンで関東大会に出場したこともあった。学生時代、走幅跳も学年で1位だったこともあり、周りにジャンプ力がすごかったと良く言われたこともあった。この他、棒高跳の運動歴もある。
- お好み焼き検定初級、日本ビール検定5級、バーベキュー検定初級、ふしぎの国のアリス検定「白うさぎ級」のそれぞれの資格を持つ。
- キュウリが食べられない。
- 憧れていた芸人はザ・ドリフターズ、志村けん、チャールズ・チャップリン。
- かつて本名で活動していたが、2016年12月25日深夜放送の『冗談手帖』（BSフジ）に出演した際、同番組MCの鈴木おさむに改名を勧められ、結果「コンプライアンス小松崎」に改名した。
- 地下芸人の知り合いがたくさんいる。
- 2018年に行政書士試験に合格。2018年6月に行政書士コンプライアンス小松﨑事務所開業。

## 略歴
2015年中にコブラナッツ、ハッピーパンプキンのそれぞれのコンビが解散後、関谷、小松崎ともそれぞれピンで活動しながら相方を捜していたが、2015年9月に「花いちご」としてコンビ結成。同時に関谷の個人名も「関谷あるみ」に改名。小松崎は関谷に合流する形で太田プロダクション所属となる。なお、花いちごの名付け親は同じ太田プロに所属する芸人のホシノユキ。その由来は、関谷の鼻の毛穴が大きく空いた状態で、イチゴのような形の「いちご鼻」だからということからである。ただ、画数が良くないとのことで事務所のマネージャーにすすめられ、コンビ名は片仮名書きの「ハナイチゴ」に変更、関谷の芸名も本名の「関谷友美」に戻した。。
ハナイチゴとして初出場したM-1グランプリ2016では、3回戦まで進出し注目も集めた。
2025年4月13日開催のハナイチゴ主催『ハナイチゴ サンキューライブ』（東京・高円寺北区民集会所・第1集会室）を以って、関谷が産休に入る。

## 芸風
ネタは主に漫才。自分たちと同じ芸人を斬るというものや、互いに毒づき合うというものが多く、これらのネタは“毒舌漫才”とも言われている。最後は小松崎に「謝れ」と促されて関谷が「はいソーリーソーリー」と言い、小松崎が「クソが!」と吐いて締めている。
一方で、正統派漫才をやることを望んでいる小松崎は「今のネタは嫌い」とも話している。

## 賞レースでの戦績
| 年度（回）       | 結果      | エントリー No. | 会場                        | 日程     |
| ---------------- | --------- | -------------- | --------------------------- | -------- |
| 2016年（第12回） | 3回戦進出 | 2053           | ルミネtheよしもと           | 10月26日 |
| 2017年（第13回） | 2回戦進出 | 982            | 雷5656会館ときわホール      | 10月5日  |
| 2018年（第14回） | 2回戦進出 | 1686           | 雷5656会館ときわホール      | 10月7日  |
| 2019年（第15回） | 2回戦進出 | 1099           | 雷5656会館ときわホール      | 10月23日 |
| 2020年（第16回） | 1回戦敗退 | 1983           | シダックスカルチャーホールA | 9月16日  |
| 2021年（第17回） | 2回戦進出 | 1281           | 雷5656会館ときわホール      | 10月19日 |
| 2022年（第18回） | 3回戦進出 | 2110           | よしもと有楽町シアター      | 10月31日 |
| 2023年（第19回） | 3回戦進出 | 4832           | KANDA SQUARE HALL           | 11月7日  |
| 2024年 (第20回)  | 3回戦進出 | 747            | KANDA SQUARE HALL           | 11月8日  |

- 2022年 ツギクル芸人グランプリ2022 - 決勝進出
- 2022年 笑ラウドネスGP2022 - 決勝進出

## 出演

### テレビ
- 冗談手帖（BSフジ）- 2016年12月25日深夜、2016年12月31日、2017年1月8日
- 知らないアナタは大丈夫!? 発見!ウワサの食卓（フジテレビ）- 2015年10月27日、関谷のみ[46]
- ピエール瀧のしょんないTV（静岡朝日テレビ）- 2016年6月30日・7月7日・12月8日・12月15日、関谷のみ「ミラクルキッシーズ」のメンバーとして出演
- カンムリ（中国放送）- 2016年8月19日、関谷のみ「ミラクルキッシーズ」のメンバーとして出演[47]。
- 一夜づけ（テレビ東京）- 2017年2月26日深夜「相方愚行芸人オーディション」
- 有吉ベース（フジテレビONE）- 第30回、第34回、第56回、第67回、第72回、第76回、第77回、第81回、第83回 他不定期出演
- 東京オーディション(仮)（TOKYO MX）- 2017年7月10日深夜初出演
- テリー伊藤と訳あり女（MONDO TV）- #22、2018年6月29日初回オンエア 関谷のみ[48]
- ゴッドタン（テレビ東京）- 2018年7月14日深夜「この若手知ってんのか!?」
- 有田ジェネレーション（TBSテレビ）- 2018年8月1日深夜、2018年9月5日深夜[49]、2018年12月5日深夜
- じっくり聞いタロウ〜スター近況（秘）報告〜（テレビ東京）- 2018年8月9日深夜、関谷のみ[50]
- 深夜に発見！新shock感 ～一度おためしください～（テレビ東京）- 2018年12月1日深夜
- NEWSな2人（TBS）- 2019年11月1日深夜
- ケンコバのバコバコテレビ（サンテレビ・KBS京都・ぎふチャン・びわ湖放送）- 2019年12月1週目深夜、2週目深夜
- ザ!世界仰天ニュース（日本テレビ）- 2020年2月4日
- キズナキルナ（TBS）- 2021年12月27日深夜
- ぐるぐるナインティナイン　おもしろ荘（日本テレビ）- 2022年1月1日
- 上田ちゃんネル（テレ朝チャンネル1）- 2022年1月20日深夜
- 上田と女が吠える夜（日本テレビ）-2022年4月6日、関谷
- ゴッドタン（テレビ東京）-2022年4月16日深夜「腐り芸人オーディション」
- キャラダチミュージアム〜MoCA〜（フジテレビ）- 2022年5月8日、2022年7月17日
- ツギクル芸人グランプリ2022（フジテレビ）- 2022年5月21日生放送
- キャラダチナイトミュージアム〜MoCA〜（フジテレビ）- 2022年5月26日深夜、2022年8月25日深夜
- オンエア決めろ！ー笑武ー（BSJapanext）- 2022年7月19日
- カバン持ちさせてください!（TBSテレビ)₋2022年7月23日深夜
- ぴったり にちようチャップリン（テレビ東京）-2022年7月30日深夜、2022年7月6日深夜、2022年7月13日深夜
- 有吉ジャポンII ジロジロ有吉（TBSテレビ)-2022年8月5日深夜関谷のみ、2022年8月12日深夜関谷のみ、2022年11月18日深夜関谷のみ、2023年1月27日深夜関谷のみ、2023年4月22日深夜関谷のみ、2023年6月24日深夜関谷のみ、2023年10月14日深夜関谷のみ、2023年10月21日深夜関谷のみ、2024年3月18日深夜、2024年3月25日深夜、2024年11月2日深夜
- まんが未知(テレビ朝日)-2022年12月7日深夜小松崎のみ、2022年12月14日深夜小松崎のみ、2022年12月21日深夜小松崎のみ
- ニューヨークと蛙亭のキット、くる!!(テレビ神奈川)-2023年1月4日深夜
- カチヘン(フジテレビ)-2023年1月5日
- EXITのベルギー行ったらモテるやつ(テレビ東京)-2023年1月7日深夜「Mｔ－1グランプリ」
- ラヴィット!(TBSテレビ)-2023年1月25日「つかみー１グランプリ」
- ぽかぽか（フジテレビ）‐2023年1月31日「火曜笑市」
- ゴッドタン(テレビ東京)-2023年7月1日深夜「気付いちゃった発表会」コメント小松崎
- お笑いの日　ラヴィット!(TBSテレビ)-2023年10月21日「つかみー１グランプリ」
- 金のツカミ(日本テレビ)‐2024年4月2日
- チョコプランナー(テレビ朝日)‐2024年8月11日深夜　関谷
- 耳の穴かっぽじって聞け!(テレビ朝日)‐2024年8月27日深夜　コメント関谷
- ぎりぎりをせめるので続くだけやります法律お笑い(フジテレビ)-2025年2月10日小松崎のみ、2025年8月18日小松崎のみ
- 耳の穴かっぽじって聞け!(テレビ朝日)‐2025年2月25日深夜　コメント小松崎

### ラジオ
- 有吉弘行のSUNDAY NIGHT DREAMER（JFN系列局）- 関谷のみ、2017年12月31日放送分、2018年4月アシスタント）
- サンドウィッチマンの天使のつくり笑い（NHKラジオ第1放送） - 2018年7月30日
- マイナビ Laughter Night（TBSラジオ）- 2022年1月14日深夜
- 60TRY部（ラジオ日本）-2022年3月4日
- ナイツ ザ・ラジオショー（ニッポン放送）- 2022年5月18日
- 大竹まこと ゴールデンラジオ!(文化放送) - 2022年11月10日

### WEBテレビ
- おぎやはぎの「ブス」テレビ（旧・AbemaTV→ABEMA）- 関谷のみ、2017年12月18日よりレギュラー出演
- カンニング竹山の土曜The NIGHT（AbemaTV）- 2018年8月12日、12月16日、関谷のみ
- ぶるぺん〜今まさに世に出ようとしている「あったまった人々」が登場!〜（GYAO!）[いつ?]
- シモネタGP（ABEMA）- 2021年9月24日予選、10月1日決勝
- 12秒グランプリ（ABEMA）- 2022年1月13日
- 笑ラウドネスGP（ABEMA）₋2022年7月10日抽選会、2022年7月17日決勝
- ぜにいたち（ABEMA）₋2022年7月18日「放送禁止ネタグランプリ」
- ぜにいたち（ABEMA）-2022年8月29日「ドM-1グランプリ」
- チャンスの時間(ABEMA)-2023年11月5日「行列のできるブチギレ相談所」(VTR)
- まいにち賞レース（TERASA)-2024年1月「進化系ツッコミGP」
- まいにち賞レース(TERASA)-2024年11月「思春期男子ウケ選手権」
- まいにち賞レース(TERSA)-2025年4月「私達をおいしくして選手権」

### ライブ
- 小出お笑いサークル（レギュラー出演）[51]

関谷のコブラナッツ時代の出演についてはコブラナッツ#出演の、小松崎の朝倉小松崎時代の出演については朝倉小松崎#出演番組のそれぞれの節を参照。